# Roš ha-Ajin
Roš ha-Ajin (hebrejsky רֹאשׁ הָעָיִן‎, doslova „Hlava Pramene“ – podle arabského jména lokality Ras al-Ajn a nedalekého pramene řeky Jarkon, v oficiálním přepisu do angličtiny Rosh HaAyin) je město v Centrálním distriktu Státu Izrael.

## Geografie
Město leží v nadmořské výšce 30 m, přibližně 17 km východně od centra Tel Avivu, v metropolitní oblasti Guš Dan. Je situováno na okraji územně souvislého pásu městského osídlení aglomerace Tel Avivu, který na severní straně od města přechází v neosídlenou krajinu na pomezí zelené linie, která odděluje Izrael v jeho mezinárodně uznávaných hranicích od území Západního břehu Jordánu. Na severu a západě je město lemováno torzy zemědělsky obhospodařované krajiny v povodí Jarkonu, který zde v lokalitě Tel Afek pramení. Dále k západu leží město Petach Tikva a další sídla v aglomeraci Tel Avivu.
Město je napojeno na četné dálniční a silniční dopravní tahy v aglomeraci Tel Avivu. Ve východozápadním směru je to dálnice číslo 5, v severojižním dálnice číslo 6 (takzvaná Transizraelská dálnice), která probíhá západně od města. Obec je také napojena na železniční trať Tel Aviv – Ra'anana. Funguje tu železniční stanice Roš ha-Ajin cafon. Bývalá železniční stanice Roš ha-Ajin darom byla zrušena.
Roš ha-Ajin leží v oblasti s hustým osídlením, v naprosté většině židovským. Na severovýchodě ale sousedí s městem Kafr Kasim obývaným izraelskými Araby.

## Dějiny

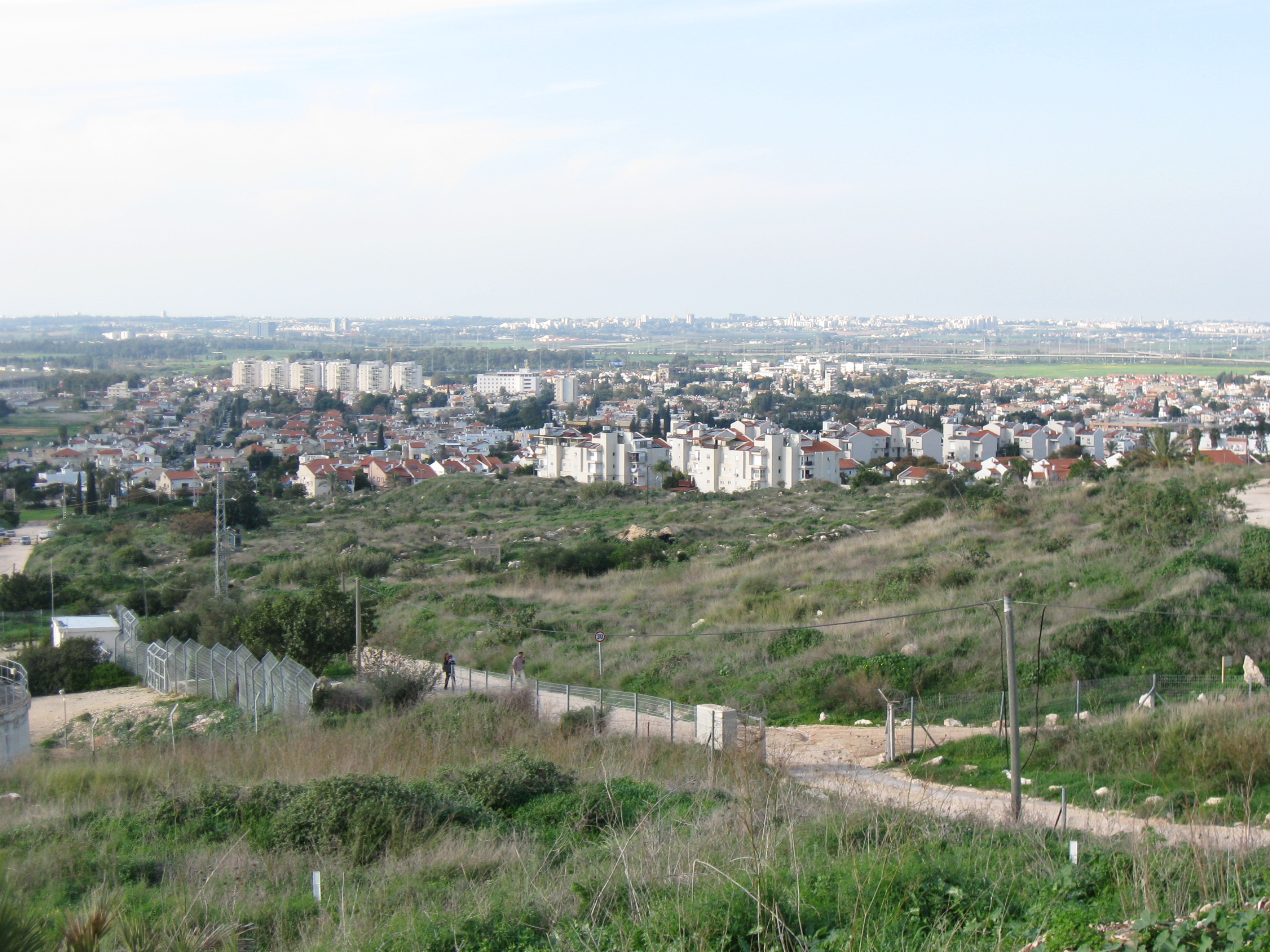
Lokalita Migdal Afek a jižní okraj zástavby v Roš ha-Ajin

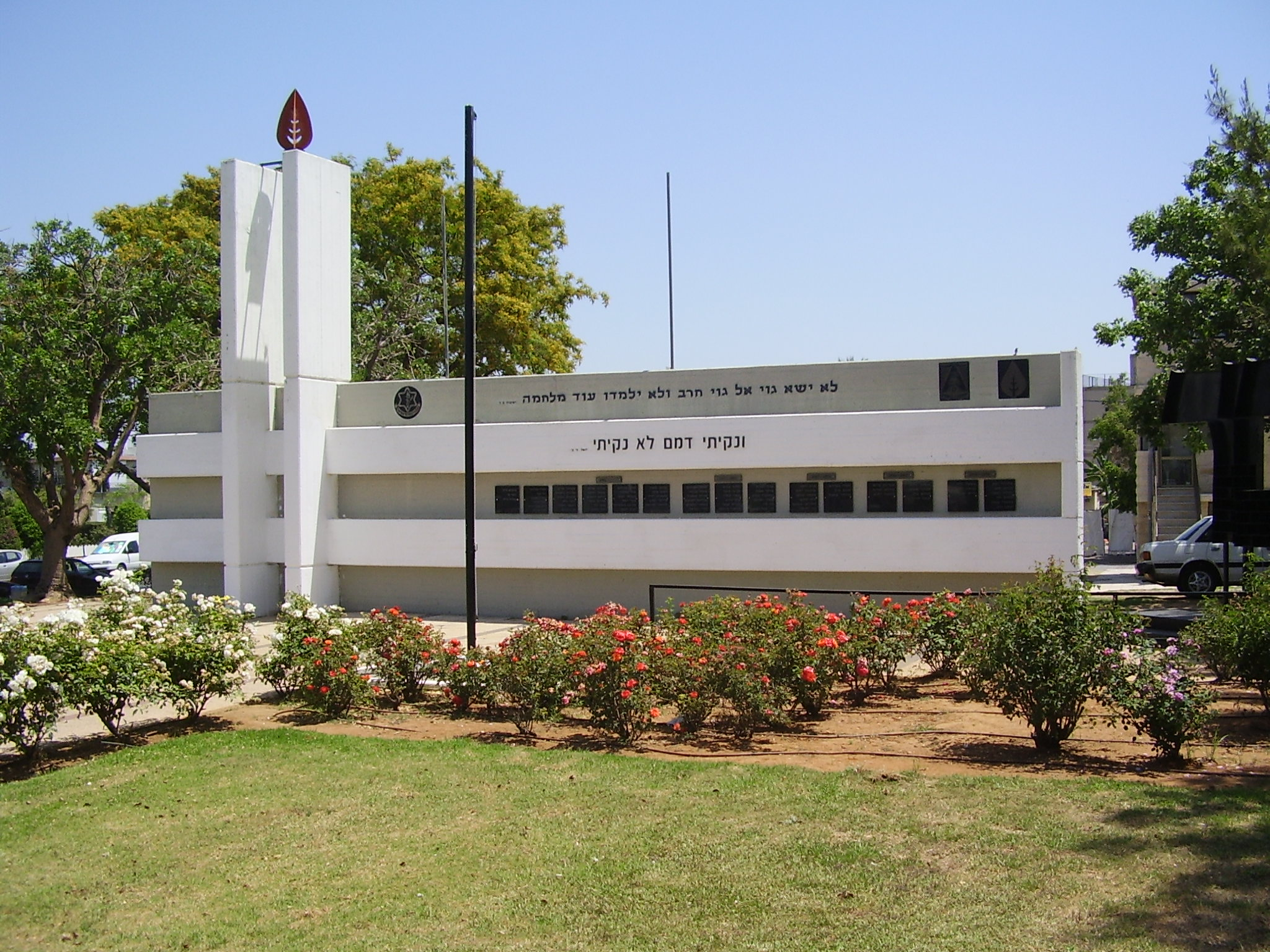
Válečný památník v Roš ha-Ajin

Moderní Roš ha-Ajin navazuje na stejnojmennou starověkou lokalitu Tel Afek neboli Antipatris. Později zde vznikla středověká turecká pevnost Ras al-Ajn a stejnojmenná malá vesnice obývaná Araby, která ale byla ve 20. letech 20. století opuštěna. V roce 1917 se do okolí nynějšího Roš ha-Ajin uchýlili mnozí židé z Tel Avivu a Jaffy vypuzení tureckými úřady. Ve 30. letech 20. století byl v okolí dnešního Roš ha-Ajin zbudováno ústí 60 kilometrů dlouhého vodovodu, který odtud zásoboval vodou Jeruzalém.
V době britského mandátu zde britská armáda zřídila svou velkou vojenskou základnu. Během první arabsko-izraelské války v květnu 1948 se skupina židovských bojovníků z organizace Irgun pokusila o dobytí lokality, ale byli následujícího dne vypuzeni iráckou invazní armádou. V průběhu bojů byl přerušen zdejší vodovod a židovské čtvrti západního Jeruzaléma byly proto v následujících týdnech odpojeny od dodávek vody. Teprve v červenci 1948 byla oblast nynějšího Roš ha-Ajin dobyta izraelskou armádou v rámci Operace Betek.
V roce 1950 zde pak byl založen uprchlický tábor (ma'bara) pro židovské přistěhovalce, kteří do Izraele přišli z Jemenu v rámci Operace Létající koberec. K zřízení tábora byla využita opuštěná základna britské armády. Uprchlický tábor se pak postupně měnil v běžné sídlo městského typu. Po dlouhou dobu ale město čelilo značné chudobě.Původní obydlí sestávala ze stanů. Došlo tu i k hladovým bouřím a protestům. V roce 1951 došlo k výstavbě prvních trvalých domů. V roce 1953 se Roš ha-Ajin stal místní radou (malým městem). V červenci 1955 byl dokončen vodovod, který poblíž Roš ha-Ajin sbíral prameny Jarkonu a zásoboval vodou poušť Negev. V roce 1964 se pak Roš ha-Ajin stal jedním z uzlů nového vodovodního projektu národní rozvaděč vody, který do středního Izraele přivádí vodu z Galilejského jezera. Počátkem 90. let 20. století město absorbovalo další vlnu přistěhovalců, tentokrát ze zemí bývalého Sovětského svazu. V roce 2007 pak Roš ha-Ajin získal statut městské rady (tedy velkého města). Město se postupně zapojovalo do aglomerace Tel Avivu. V roce 2000 zde byla otevřena nová železniční stanice Roš ha-Ajin. Jižně od města leží turisticky využívaná archeologická lokalita a národní park Migdal Afek.
V roce 1959 se zde narodil Ejtan Kabel, izraelský politik. Rodačkou je též světoznámá izraelská herečka Gal Gadotová, která se zde narodila 30. 4. 1985.

## Demografie
Podle údajů z roku 2009 tvořili naprostou většinu obyvatel Židé – přibližně 38 000 osob (včetně statistické kategorie „ostatní“, která zahrnuje nearabské obyvatele židovského původu, ale bez formální příslušnosti k židovskému náboženství, přibližně 38 500 osob). Roš ha-Ajin je město se smíšenou populací, tedy složenou ze sekulárních i nábožensky orientovaných obyvatel.
Jde o středně velké sídlo městského typu s trvalým růstem. K 31. prosinci 2014 zde žilo 42 200 lidí. V 70. a 80. letech 20. století prošlo město dlouhodobou stagnací, která se zvrátila až počátkem 90. let 20. století s příchodem velkého množství přistěhovalců z bývalého Sovětského svazu. Významnou, byť už ne většinovou část obyvatelstva tvoří stále potomci imigrantů z Jemenu.
| Rok  | Obyvatelé |
| ---- | --------- |
| 1950 | 5 880     |
| 1951 | 6 273     |
| 1952 | 7 000     |
| 1953 | 7 500     |
| 1954 | 7 000     |
| 1955 | 8 100     |
| 1956 | 8 300     |
| 1957 | 8 600     |
| 1958 | 8 800     |
| 1959 | 8 850     |
| 1960 | 9 100     |
| 1961 | 9 300     |

| Rok  | Obyvatelé |
| ---- | --------- |
| 1962 | 9 600     |
| 1963 | 9 800     |
| 1964 | 10 000    |
| 1965 | 10 300    |
| 1966 | 10 400    |
| 1967 | 10 600    |
| 1968 | 10 800    |
| 1969 | 11 100    |
| 1970 | 11 600    |
| 1971 | 11 700    |
| 1972 | 11 800    |
| 1973 | 12 300    |

| Rok  | Obyvatelé |
| ---- | --------- |
| 1974 | 12 300    |
| 1975 | 12 400    |
| 1976 | 12 500    |
| 1977 | 12 600    |
| 1978 | 12 600    |
| 1979 | 12 700    |
| 1980 | 12 700    |
| 1981 | 12 700    |
| 1982 | 12 600    |
| 1983 | 11 400    |
| 1984 | 11 500    |
| 1985 | 11 500    |

| Rok  | Obyvatelé |
| ---- | --------- |
| 1986 | 11 500    |
| 1987 | 11 600    |
| 1988 | 11 700    |
| 1989 | 11 900    |
| 1990 | 12 100    |
| 1991 | 12 800    |
| 1992 | 14 000    |
| 1993 | 17 800    |
| 1994 | 23 100    |
| 1995 | 29 883    |
| 1996 | 30 874    |
| 1997 | 31 650    |

| Rok  | Obyvatelé |
| ---- | --------- |
| 1998 | 32 707    |
| 1999 | 33 400    |
| 2000 | 34 022    |
| 2001 | 34 859    |
| 2002 | 35 200    |
| 2003 | 36 000    |
| 2004 | 36 300    |
| 2005 | 36 900    |
| 2006 | 37 500    |
| 2007 | 37 900    |
| 2008 | 37 900    |
| 2009 | 38 500    |

| Rok  | Obyvatelé |
| ---- | --------- |
| 2010 | 39 200    |
| 2011 | 39 900    |
| 2012 | 40 600    |
| 2013 | 41 500    |
| 2014 | 42 200    |
| 2015 | 42 900    |
| 2016 | 45 500    |
| 2017 | 50 500    |
| 2018 | 56 300    |

## Partnerská města
- Birmingham, Alabama, Spojené státy
- New Orleans, Louisiana, Spojené státy
- Praha, Česko
- Cáchy, Německo
- Dachau, Německo
- Vanves, Francie
- Kirjat Bialik, Izrael